# Oswald Schmiedeberg

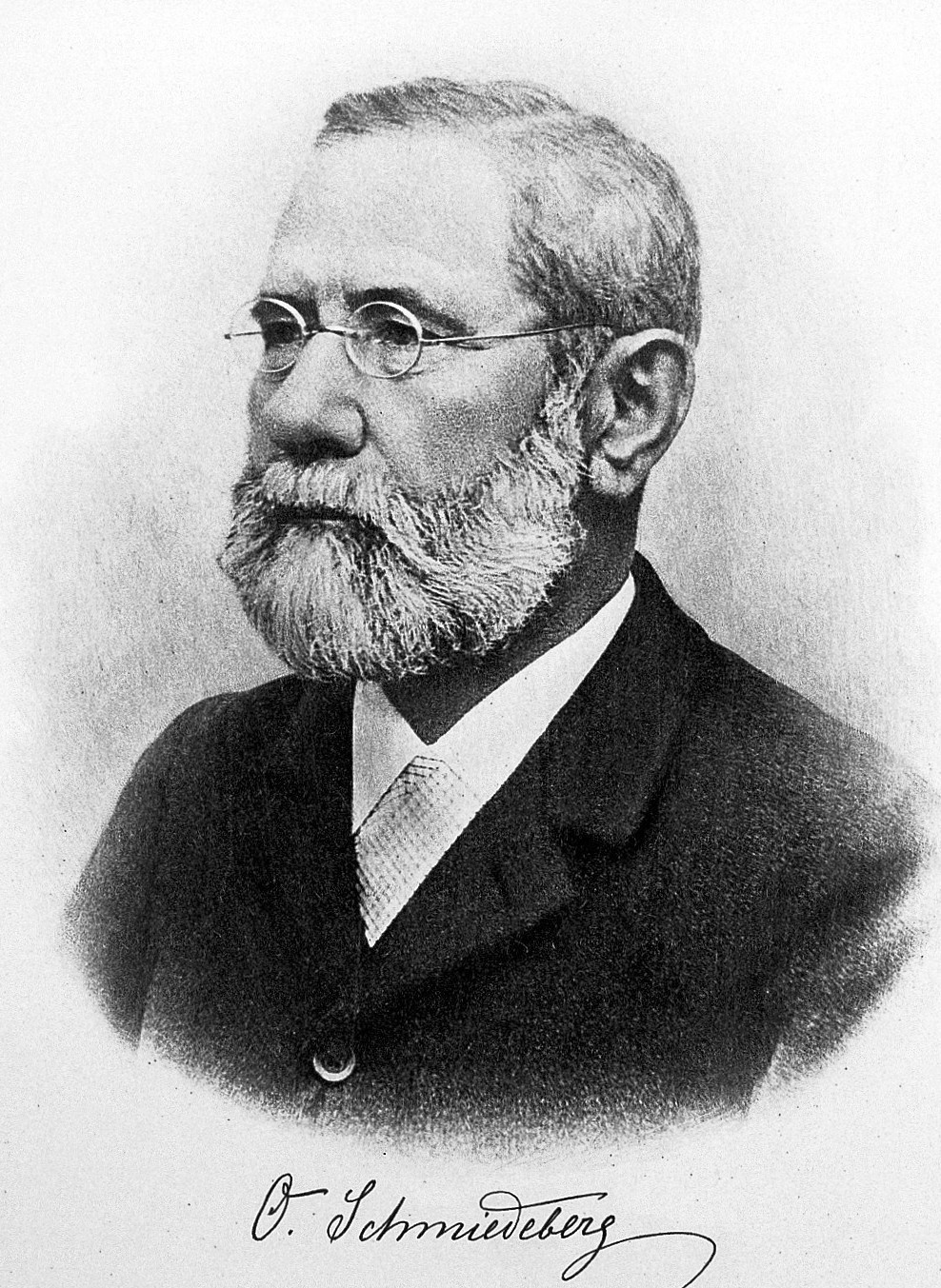
Oswald Schmiedeberg

Johann Ernst Oswald Schmiedeberg (ur. 10 października 1838 w Gut Laidsen, zm. 12 lipca 1921 w Baden-Baden) – niemiecki lekarz farmakolog.
Urodził się w rodzinie bałtyckich Niemców w Kurlandii. Studiował medycynę na Uniwersytecie w Dorpacie, tytuł doktora medycyny otrzymał w 1866 roku na podstawie rozprawy o pomiarach chloroformu we krwi. Następnie był asystentem Rudolfa Buchheima. W 1872 został profesorem farmakologii na Uniwersytecie w Strassburgu i na tamtejszej katedrze pozostał przez kolejne 46 lat.
Schmiedeberg określany jest jako "ojciec współczesnej farmakologii". Zajmował się głównie poszukiwaniem związków między strukturą chemiczną substancji a efektywnością ich działania. Wspólnie z Hansem Horstem Meyerem odkrył, że kwas glukuronowy jest wykorzystywany w metabolizmie ksenobiotyków. Potem odkrył jego obecność w tkance chrzęstnej. Badał też właściwości kwasu hialuronowego i jego połączeń z kolagenem, amyloidem i siarczanem chondroityny. W 1869 roku wykazał, że muskaryna ma na serce podobny wpływ jak drażnienie nerwu błędnego.
Z okazji jubileuszu 60. urodzin Schmiedeberga ukazało się specjalne wydanie (Festschrift) „Archiv für Pharmakologie und experimentelle Pathologie”, zawierające prace uczniów profesora.
Łotewskie Towarzystwo Farmakologiczne (Latvijas Farmakoloģijas biedrība) przyznaje medal jego imienia. Deutsche Gesellschaft für experimentelle und klinische Pharmakologie und Toxikologie od 1956 roku również przyznaje wyróżnienie jego imienia – Schmiedeberg-Plakette.